# Hesperocharis costaricensis
Hesperocharis costaricensis is een vlindersoort uit de familie van de Pieridae (witjes), onderfamilie Pierinae.
Hesperocharis costaricensis werd in 1866 beschreven door H. Bates.